# Mencía de Mendoza
Mencía de Mendoza y Fonseca (Jadraque, España; 30 de noviembre de 1508 - Valencia, 4 de enero de 1554) fue una noble española, discípula del humanista Juan Luis Vives y actualmente reivindicada como importante coleccionista de arte. Fue marquesa del Cenete y contrajo matrimonio dos veces: con Enrique III de Nassau-Breda y con Fernando de Aragón, duque de Calabria.

## Biografía
Era hija de Rodrigo Díaz de Vivar y Mendoza, I conde del Cid y I marqués del Cenete, y de su segunda esposa María de Fonseca y Toledo. Nació en Jadraque (Guadalajara) pero pronto marchó a La Calahorra (Granada) y, más tarde, a Ayora (Valencia).

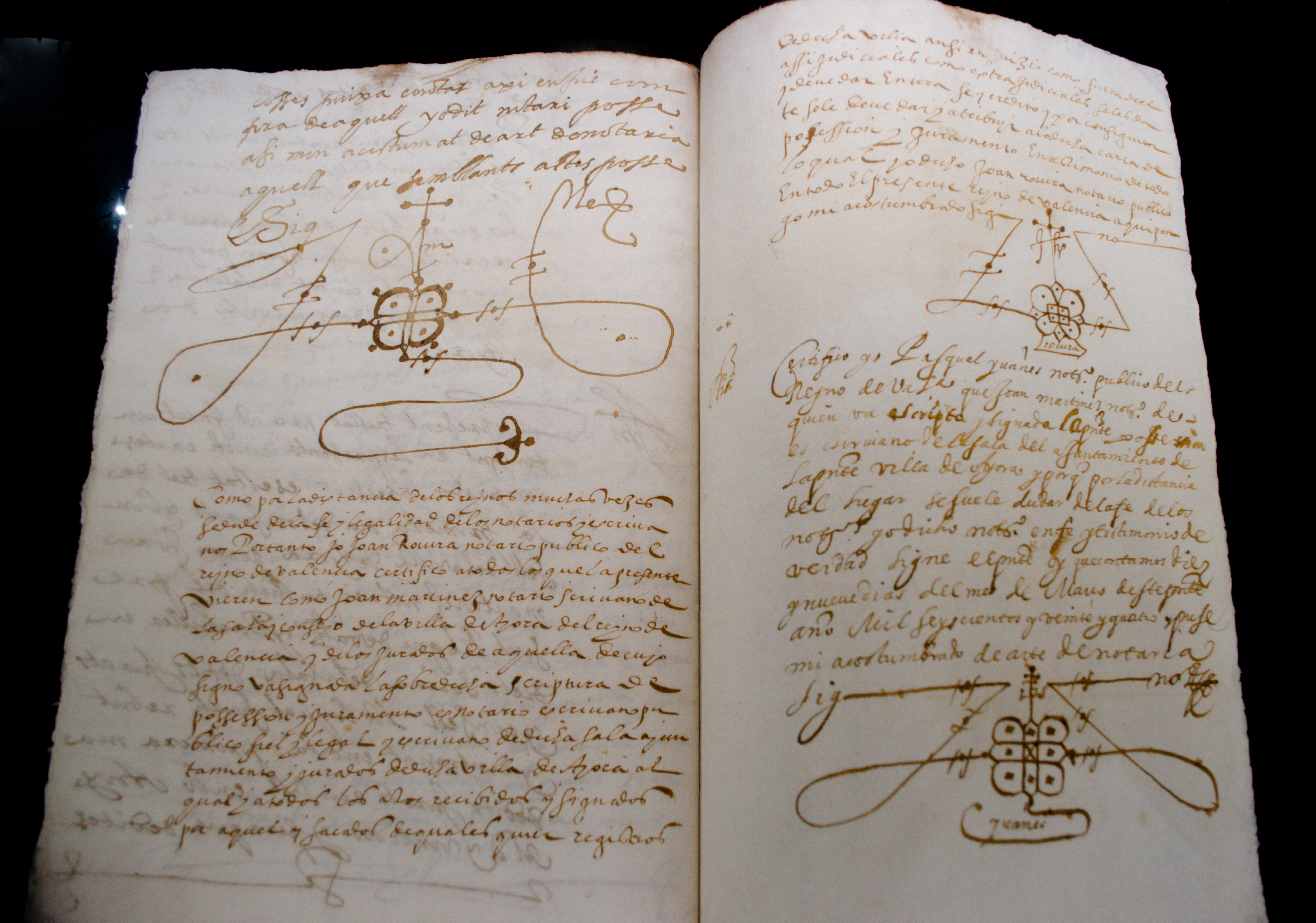
Acta de posesión y juramento de la villa de Ayora a Mencía de Mendoza, en el año 1522.

Sucedió a su padre a la edad de catorce años como marquesa del Cenete y heredó la fortuna de la familia de Mendoza. 
Esto la hizo uno de los partidos más codiciados de su tiempo. Inicialmente, el II duque de Alba, Fadrique Álvarez de Toledo y Enríquez, empujó a su nieto, Fernando Álvarez de Toledo y Pimentel, quien más tarde se convirtió en gobernador de los Países Bajos de los Habsburgo, a presentarse como un pretendiente. Sin embargo, al emperador Carlos V le preocupaba que la Casa de Alba fuera demasiado poderosa y la dio en matrimonio a Enrique III de Nassau-Breda, tío de Guillermo el Taciturno, quien en ese momento trabajaba como consejero y chambelán en la corte imperial. El 27 de junio de 1524 Mencía se casó con Enrique; inicialmente siguieron viviendo en España. Mientras tanto, el arquitecto brabanzón Rombout II Keldermans fue encargado de renovar el castillo de Breda de acuerdo con las ideas de Enrique y Mencía, transformándolo de medieval a renacentista, haciéndolo coincidir con el opulento estilo de vida de la nobleza española. 
En 1530, Enrique y Mencía se mudaron a Breda, inaugurando el castillo. Mencía, que había crecido en la atmósfera amante del arte de la corte española, hizo que el renovado edificio fuera un lugar de encuentro para artistas y humanistas. Por ejemplo, invitaron al educador español Juan Luis Vives y a los pintores Jan van Scorel y Bernard van Orley para una estancia en Breda y los trajeron junto a una colección de pinturas de pintores destacados como el Bosco. Asimismo Mencía amaba la literatura, incluyendo los idiomas griego, latín y holandés. Gran trabajo llegó al momento de establecerse, como la expansión del castillo bajo la dirección del arquitecto de Bolonia, el diseño y la decoración de la Capilla Príncipe, el coro y la decoración de la Iglesia de Notre Dame de Breda.
Cuando Enrique murió en 1538 y su hijo Renato de Châlon le sucedió como señor de Breda, Mencía finalmente abandonó los Países Bajos. En su primer matrimonio, Mencía tuvo varios embarazos malogrados y un hijo, Rodrigo, nacido en marzo de 1527 y fallecido a las pocas horas de nacer. 
De vuelta a España se casó por segunda vez en 1541 con Fernando de Aragón, duque de Calabria y virrey de Valencia (Andria, 15 de diciembre de 1488 - Valencia, 26 de octubre de 1550) —hijo del rey Federico I de Nápoles y viudo a su vez de Germana de Foix, que fue la segunda mujer del rey Fernando el Católico— con el que se instaló en Valencia. Aquí continuó su colección de arte. Algunas cartas indican que una parte de esta colección se perdió, posiblemente durante un naufragio en el camino a España. Para llenar tal pérdida en su colección, en 1539 le pidió a su agente en Amberes, Arnoa del Plano, que buscara nuevas obras de Hieronymus Bosch. Una de estas obras fue, probablemente, el Tríptico de la pasión de un seguidor del Bosco, que sirvió como retablo en su tumba en la capilla del convento de los dominicos de Valencia, y que ahora se conserva en el Museo de Bellas Artes. 
En sus últimos años sufrió de una obesidad mórbida que le impedía respirar y le provocaba calvicie. Mencía murió sin hijos y fue enterrada junto a sus padres en el convento de Santo Domingo de Valencia. Sus herederos fueron el posterior gobernador Luis de Requesens y su hija Mencía. Su hermana María de Mendoza, casada con el conde de Saldaña, heredó el marquesado del Cenete.
Aunque contó con el apoyo de algunos sectores liberales de la corte y del propio emperador, sus ideas humanistas fueron una controversia continua para aquellos círculos de poder atados al feudalismo más absoluto. En cuanto a su función cultural, Mencía de Mendoza fue un contacto muy importante en las relaciones culturales de los Países Bajos con España.[cita requerida]